# Kanton Prahecq
Der Kanton Prahecq war bis 2015 ein französischer Wahlkreis im Arrondissement Niort, im Département Deux-Sèvres und in der Region Poitou-Charentes; sein Hauptort war Prahecq. Vertreterin im Generalrat des Départements war zuletzt von 2012 bis 2015 Magdeleine Pradère (PS).
Der acht Gemeinden umfassende Kanton war 144,79 km² groß und hatte 11.969 Einwohner (Stand: 1999). 

## Gemeinden
| Gemeinde                  | Einwohner Jahr | Fläche km² | Bevölkerungsdichte | Code INSEE | Postleitzahl |
| ------------------------- | -------------- | ---------- | ------------------ | ---------- | ------------ |
| Aiffres                   | 5.450 (2013)   | 25,72      | 212 Einw./km²      | 79003      | 79230        |
| Brûlain                   | 713 (2013)     | 24,67      | 29 Einw./km²       | 79058      | 79230        |
| Fors                      | 1.774 (2013)   | 18,82      | 94 Einw./km²       | 79125      | 79230        |
| Juscorps                  | 380 (2013)     | 6,48       | 59 Einw./km²       | 79144      | 79230        |
| Prahecq                   | 2.073 (2013)   | 24,95      | 83 Einw./km²       | 79216      | 79230        |
| Saint-Martin-de-Bernegoue | 797 (2013)     | 17,75      | 45 Einw./km²       | 79273      | 79230        |
| Saint-Romans-des-Champs   | 182 (2013)     | 4,1        | 44 Einw./km²       | 79294      | 79230        |
| Vouillé                   | 3.247 (2013)   | 22,3       | 146 Einw./km²      | 79355      | 79230        |